# Щировица
Щировица или Щировици (на македонска литературна норма: Штировица) е бивше село в Северна Македония, на територията на община Гостивар.

## География
Развалините на селото са разположени в областта Горна Река, в подножието на Кораб по течението на едноименната река Щировица, приток на Радика.

## История
В XIX век Щировица е албанско село в Реканска каза на Османската империя. В „Етнография на вилаетите Адрианопол, Монастир и Салоника“, издадена в Константинопол в 1878 година и отразяваща статистиката на населението от 1873 година, Щировица (Chtirovitza) е посочено като село със 100 домакинства, като жителите му са 235 албанци мюсюлмани.
Според статистиката на Васил Кънчов („Македония. Етнография и статистика“) в 1900 година Щировици има 400 жители арнаути мохамедани. Кънчов добавя в Реканска каза и село Стройче с 300 души арнаути мохамедани.
На Етнографската карта на Битолския вилает на Картографския институт в София от 1901 година Щировица е чисто албанско село в Реканската каза на Дебърския санджак с 90 къщи.

## Личности
Родени в Щировица
- Баязид Дода (около 1888 – 1933), албански фотограф